# Reino de Ubani
Reino de Ubani ou Ibani (em inglês: Bonny)[a] foi o Estado tradicional ijó da Nigéria, que do século XV ao XIX, foi independente e se centrava em Ubani. Atingiu seu auge sob a dinastia Peple nos séculos XVIII e XIX com a venda de escravos aos europeus, sobretudo ibos, que eram levados para as Américas. Em 1790 foram traficados cerca de 20 000 escravos. Os chefes, cujo título era amanianabo, irritaram-se com a proibição britânica do tráfico na década de 1830, mas o poderio militar e intrigas europeias os sobrepujaram. Nos anos 1850, era o maior exportador de óleo de palma e amêndoa de dendê na região.